# Hiam Abbass
Hiam Abbass (Arabisch: هيام عباس, Hebreeuws: היאם עבאס) (Nazareth, 30 november 1960) is een Palestijnse actrice, filmregisseur, scenarioschrijfster en producente.

## Leven en werk

### Opleiding en eerste stappen als actrice
Abbas werd geboren in een Arabische moslimfamilie. Ze volgde studies fotografie in Haifa. Daarna werd ze lid van het Palestijns Nationaal Theater en hield ze zich bezig met kindertoneel.
Ze trok weg naar Londen maar kort daarna, aan het einde van de jaren tachtig, vestigde ze zich in Frankrijk met de bedoeling werk te maken van haar carrière van actrice.
In 1987 debuteerde ze op het witte doek in Noces en Galilée, waarin een Palestijnse dorpsburgemeester bedingt dat de Israëlische spertijd wordt opgeheven om een traditionele Palestijnse huwelijksceremonie degelijk te laten verlopen. Dit drama stelde toen al Abbass' aandacht voor de Israëlisch-Palestijnse problematiek scherp.

### Franstalige filmcarrière
Na een kleine rol in Chacun cherche son chat (1996) werd Abbass gevraagd voor andere Franse films. In 1998 vertolkte ze een militante van het FLN in Vivre au paradis (1998), een drama dat zich in 1961-1962 in Frankrijk afspeelt tegen de achtergrond van de Algerijnse Onafhankelijkheidsoorlog.
In het drama L'Ange de goudron (2001) kroop ze in de huid van een migrant die met haar familie Algerije ontvlucht is en bang afwacht of ze het statuut van burgerschap zullen verkrijgen. Daarna speelde ze de vrouw van Gérard Depardieu in het drama Aime ton père (2002) en de vrouw van de tuinman Jean-Pierre Darroussin in Jean Beckers tragikomedie Dialogue avec mon jardinier (2007). Ze was ook te zien in werk van Patrice Chéreau en Éric Vuillard.

### Arabische filmcarrière
In 2002 brak Abbass door met de tragikomedie Satin rouge waarin ze als deftige veertigjarige weduwe de smaak van het buikdansen te pakken krijgt.
Ze was heel dikwijls te zien in films van geëngageerde cineasten. Zo werd ze tweemaal gecast door de gereputeerde Israëlische cineast Amos Gitaï in films met de veelzeggende titels Free Zone (2005) en Désengagement, een drama dat gesitueerd is in de Gazastrook ten tijde van het Israëlische disengagement plan (2007). Ze werkte ook twee keer samen met Eran Riklis, nog een Israëlische filmregisseur: in de veelvuldig bekroonde tragikomedie The Syrian Bride (2004) belichaamde ze een vrijgevochten Druzische vrouw. Abbass bevestigde in het drama Lemon Tree (2008) met het portretteren van een waardige en koppige Palestijnse weduwe die botst met de Israëlische minister van Defensie.
Paradise Now betekende haar eerste samenwerking met Hany Abu-Assad, een Nederlands-Palestijnse filmregisseur. In dit op de Westelijke Jordaanoever gesitueerd drama werd ze gecast in de rol van de moeder van een jonge Palestijn die een zelfmoordaanslag tegen Israël beraamt. Later deed Abu-Assad nog een beroep op haar voor zijn bijdrage aan de anthologiefilm Do not forget me Istanbul (2011).
Cherien Dabis, een Amerikaanse filmmaakster van Jordaans-Palestijnse afkomst, castte Abbass in het drama Amreeka (2009) en in de romantische komedie May in the Summer (2013). Beide films vormen een tweeluik waarin getoond wordt hoe Palestijnse migranten moeizaam hun Arabisch-Amerikaanse identiteit beleven.
Voor de Tunesische Raja Amari vertolkte Abbass een weduwe in het bovenvermelde Satin rouge (2002) en in het drama Corps étranger (2016). Ze belichaamde opnieuw een weduwe in Rock the Casbah (2013), een tragikomedie waarin naar aanleiding van de begrafenisplechtigheid van de familievader allerlei emoties en frustraties opflakkeren en familiegeheimen en een cultuurbotsing blootgelegd worden.
In 2012 nam Abbass zelf plaats in de regisseursstoel voor het drama Héritage waarin ze tegen de achtergrond van de oorlog tussen Israël en Libanon het verhaal vertelt van een Arabische familie die gewrongen zit tussen traditie en moderniteit. Ze regisseerde ook enkele korte films.
In het drama Insyriated (2017) vertolkte ze een Syrische vrouw die dagelijks af te rekenen heeft met de wreedheid van de Syrische burgeroorlog.
De Arabische en Israëlische films van Abbas spelen zich zowel af in het Midden-Oosten - Palestina (Haïfa, La Porte du soleil, Désengagement, ...), Palestina/Israël (Une bouteille à la mer, Miral, Héritage...), Syrië (Insyriated, The Syrian Bride, ...), Libanon (Chaque jour est une fête) en Jordanië (Free Zone) - als in Noord-Afrika - Marokko (Ali, Rabiaa et les Autres..., Kandisha, La Source des femmes, Rock the Casbah), Marokko-België (Le Sac de farine), Tunesië (Satin rouge, Nadia et Sarra) en Algerije (Vivre au paradis, À mon âge je me cache encore pour fumer).
Meestal speelde Abbass rollen die haar de mogelijkheid boden aantrekkelijke en waardige vrouwen met een sterke persoonlijkheid neer te zetten die moeten leven in moeilijke omstandigheden, heel vaak moederfiguren en weduwen.

### Engelstalige carrière
Abbass trad ook aan in Engelstalige films zoals Steven Spielbergs Munich (2005). In deze politieke thriller vertolkte ze de vrouw van de vertegenwoordiger van de PLO in Frankrijk die vermoord wordt als vergelding voor het bloedbad van München. In de religieus geïnspireerde sandalenfilms The Nativity Story (2006) en Exodus: Gods and Kings (2014) belichaamde ze respectievelijk Anna en Bitja. In het drama The Visitor (2007) was ze de moeder van een migrant zonder verblijfsvergunning in de Verenigde Staten. In 2010 vertolkte ze Hind al-Husseini, een Palestijnse die een weeshuis voor Palestijnse kinderen opstartte, in Miral (2010), een politiek drama van artistieke duizendpoot Julian Schnabel. Denis Villeneuve castte haar als de leidster van de bevrijdingsbeweging van de replicanten in zijn neo noir sciencefictionfilm Blade Runner 2049 (2017).

### Privéleven
Abbass was gehuwd met de Frans-Algerijnse acteur Zinedine Soualem met wie ze twee dochters heeft.

## Filmografie (heel ruime selectie)
- 1987 - Noces en Galilée (Michel Khleifi)
- 1996 - Haïfa (Rashid Masharawi)
- 1996 - Chacun cherche son chat (Cédric Klapisch)
- 1998 - Vivre au paradis (Bourlem Guerdjou)
- 2000 - Ali, Rabiaa et les Autres... (Ahmed Boulane)
- 2002 - Fais-moi des vacances (Didier Bivel)
- 2001 - L'Ange de goudron (Denis Chouinard)
- 2002 - Satin rouge (Raja Amari)
- 2002 - Aime ton père (Jacob Berger)
- 2004 - La Porte du soleil (Yousry Nasrallah)
- 2004 - The Syrian Bride (Eran Riklis)
- 2004 - Nadia et Sarra (Moufida Tlatli)
- 2005 - Le Démon de midi (Marie-Pascale Osterrieth)
- 2005 - Paradise Now (Hany Abu-Assad)
- 2005 - Free Zone (Amos Gitaï)
- 2005 - Munich (Steven Spielberg)
- 2006 - Azur et Asmar (Michel Ocelot)
- 2006 - The Nativity Story (Catherine Hardwicke)
- 2007 - Dialogue avec mon jardinier (Jean Becker)
- 2007 - Désengagement (Amos Gitaï)
- 2007 - The Visitor (Thomas McCarthy)
- 2008 - La Fabrique des sentiments (Jean-Marc Moutout)
- 2008 - Lemon Tree (Eran Riklis)
- 2008 - L'Aube du monde (Abbas Fahdel)
- 2008 - Kandisha (Jérôme Cohen-Olivar)
- 2008 - Mateo Falcone (Éric Vuillard)
- 2009 - The Limits of Control (Jim Jarmusch)
- 2009 - Espion(s) (Nicolas Saada)
- 2009 - Amreeka (Cherien Dabis)
- 2009 - Human Zoo (Rie Rasmussen)
- 2009 - Persécution (Patrice Chéreau)
- 2009 - Chaque jour est une fête (Dima El-Horr)
- 2010 - Miral (Julian Schnabel)
- 2011 - La Source des femmes (Radu Mihaileanu)
- 2011 - Do not forget me Istanbul (anthologiefilm van Hany Abu-Assad en zes andere regisseurs)
- 2012 - Une bouteille à la mer (Thierry Binisti)
- 2012 - Héritage (Hiam Abbass)
- 2013 - Les Jeux des nuages et de la pluie (Benjamin de Lajarte)
- 2013 - Rock the Casbah (Laïla Marrakchi)
- 2013 - Le Sac de farine (Kadija Leclere)
- 2013 - May in the Summer (Cherien Dabis)
- 2014 - De guerre lasse (Olivier Panchot)
- 2014 - Exodus: Gods and Kings (Ridley Scott)
- 2015 - Dégradé (Arab en Tarzan Abaisser)
- 2015 - Le Goût des merveilles (Éric Besnard)
- 2016 - Corps étranger (Raja Amari)
- 2017 - Insyriated (Philippe Van Leeuw)
- 2017 - À mon âge je me cache encore pour fumer (Rayhana)
- 2017 - Blade Runner 2049 (Denis Villeneuve)
- 2018 - Succession (Marcy Roy)
- 2023 - Insidious: The Red Door (Patrick Wilson)

- Biblioteca Nacional de España: XX4834558
- Bibliothèque nationale de France: cb145186847 (data)
- Gemeinsame Normdatei: 131817647
- International Standard Name Identifier: 0000 0001 1468 4771
- Library of Congress Control Number: no2005007003
- Nationale Bibliotheek van Tsjechië: xx0165845
- Nationale Bibliotheek van Israël: 987007428751905171
- Nederlandse Thesaurus van Auteursnamen: 25586308X
- PIC: 385305
- SNAC: w67q28zv
- Système universitaire de documentation: 075914492
- Virtual International Authority File: 18367354
- WorldCat: E39PBJthbbhtPhpKpXHRpCj3cP